# Miasto Lipik
Miasto Lipik (chorw. Grad Lipik) – jednostka administracyjna w Chorwacji, w żupanii pożedzko-slawońskiej. W 2011 roku liczyła 6170 mieszkańców.